# Gornje Kolibe
Gornje Kolibe (en serbe cyrillique : Горње Колибе) est un village de Bosnie-Herzégovine. Il est situé dans la municipalité de Brod et dans la république serbe de Bosnie. Selon les premiers résultats du recensement bosnien de 2013, il compte 933 habitants.

## Démographie

### Évolution historique de la population dans la localité
| 1948  | 1953  | 1961  | 1971  | 1981  | 1991   | 2013 |
| ----- | ----- | ----- | ----- | ----- | ------ | ---- |
| 1 109 | 1 146 | 1 156 | 1 140 | 1 235 | 1 407, | 933  |

|  |

### Communauté locale
En 1991, la communauté locale de Gornje Kolibe (Kolibe Gornje) comptait 2 640 habitants, répartis de la manière suivante :